# Baird (Texas)
Baird is een plaats (city) in de Amerikaanse staat Texas, en valt bestuurlijk gezien onder Callahan County.

## Demografie
Bij de volkstelling in 2000 werd het aantal inwoners vastgesteld op 1623.
In 2006 is het aantal inwoners door het United States Census Bureau geschat op 1662, een stijging van 39 (2,4%).

## Geografie
Volgens het United States Census Bureau beslaat de plaats een oppervlakte van
7,0 km², waarvan 6,8 km² land en 0,2 km² water. Baird ligt op ongeveer 525 m boven zeeniveau.

## Plaatsen in de nabije omgeving
De onderstaande figuur toont nabijgelegen plaatsen in een straal van 36 km rond Baird.